# Czesław Roszkowski

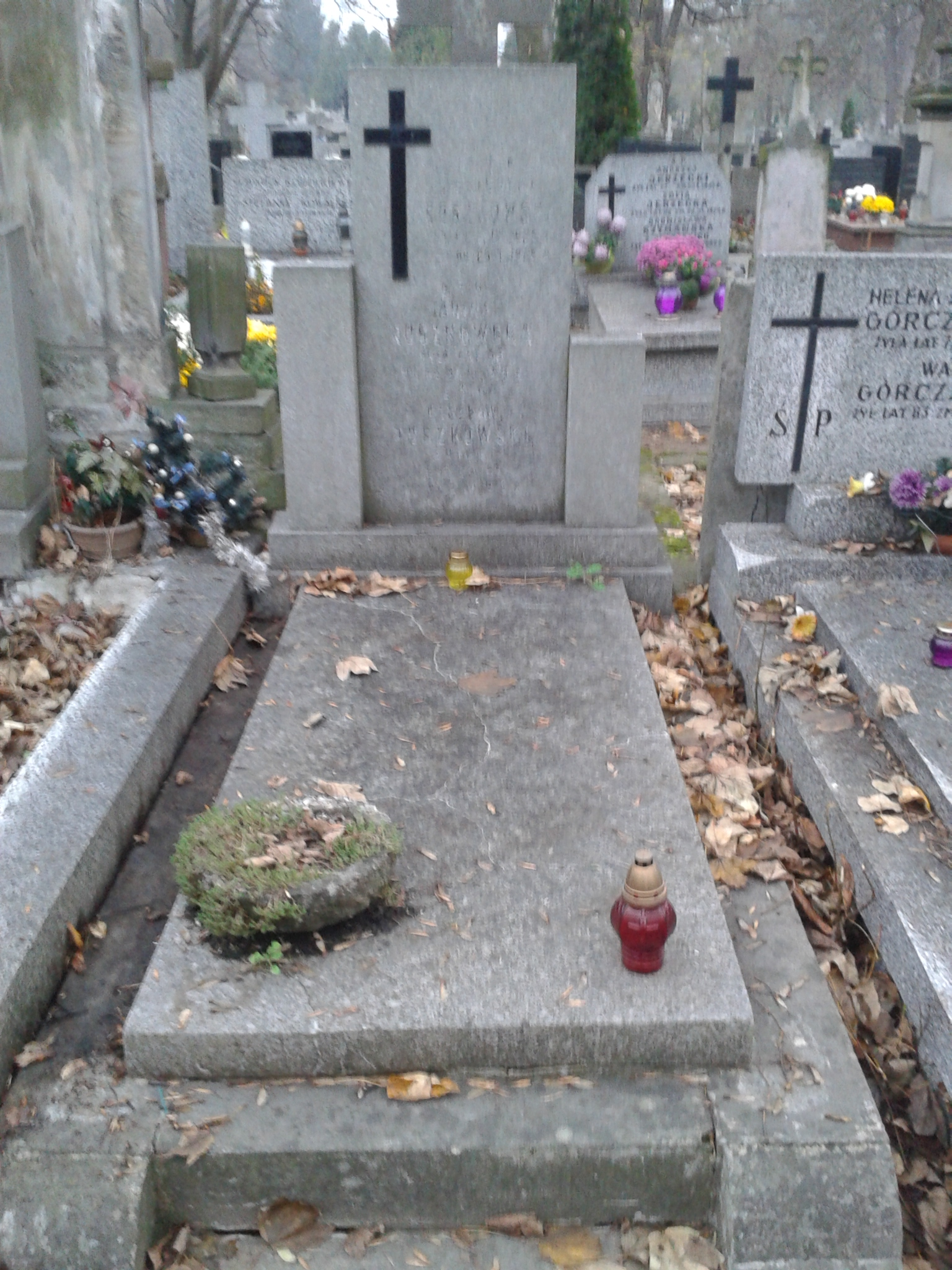
Grób Czesława Roszkowskiego na cmentarzu Bródnowskim

Czesław Roszkowski (ur. 3 października 1908 w Zambrowie, zm. 3 kwietnia 1978 w Warszawie) – polski aktor charakterystyczny.

## Życiorys
Urodził się w rodzinie Henryka i Henryki Roszkowskich. Ukończył sześć klas gimnazjum klasycznego w Toruniu. W roku 1928 zdał eksternistyczny egzamin aktorski ZASP-u i debiutował na scenie we Lwowie.
Podczas II wojny światowej pracował fizycznie w tartaku.
Po wojnie przeniósł się do Warszawy. Występował w wielu teatrach warszawskich, m.in. w Teatrze Ateneum (1951–1953), Powszechnym (1953–1961), Klasycznym (1962–1972) i Rozmaitości (1974–1978).
Występował też w Teatrze Polskiego Radia oraz w telewizji, gdzie m.in. w Kabarecie Starszych Panów grał Portiera.
Był mężem Janiny z Wojdaków (zm. 1978).
Zmarł w Warszawie, pochowany na cmentarzu Bródnowskim (kwatera 20C-3-15).

## Filmografia
- 1974: Koncert w roli Mężczyzny z orderami
- 1972: Kwiat paproci w roli kierownika gimnazjum
- 1971: Kłopotliwy gość w roli członka komisji usterkowej
- 1968: Weekend z dziewczyną w roli Beina
- 1960: Walet pikowy w roli latarnika Kawaniasa
- 1959: Tysiąc talarów w roli notariusza Reguły
- 1958: Kalosze szczęścia w roli emeryta Baczyńskiego
- 1958: Ósmy dzień tygodnia w roli sąsiada Walickich
- 1958: Miasteczko w roli nauczyciela

## Ordery i odznaczenia
- Krzyż Kawalerski Orderu Odrodzenia Polski[4]
- Brązowy Krzyż Zasługi (2 sierpnia 1946)[5]
- Medal 10-lecia Polski Ludowej (19 stycznia 1955)[6]